# Anthophrys
Anthophrys là một chi bướm đêm thuộc phân họ Tortricinae của họ Tortricidae.

## Các loài
- Anthophrys spectabilis Diakonoff, 1960